# Alacia minor
Alacia minor is een mosselkreeftjessoort uit de familie van de Halocyprididae. De wetenschappelijke naam van de soort is voor het eerst geldig gepubliceerd in 1964 door McHardy, R.A..